# Voßbeck
Voßbeck war eine Ortschaft im Wuppertaler Stadtbezirk Vohwinkel, Wohnquartier Schöller-Dornap. Mitte der 1960er Jahre wurde der Ort bei der Erweiterung des Kalksteinbruchs Grube Voßbeck abgetragen. Heute befindet sich an der Siedlungsstelle eine tiefe Grube und aufgeschüttete Halden.

## Lage und Beschreibung
Voßbeck lag im Norden Vohwinkels in der Nähe der Stadtgrenze zu Wülfrath. Benachbarte Orte sind Dornap, Wieden, Kirchenfeld, Kirchenhöhe, Voisberg, Düsselerhöhe, Jammerhörnchen, Tillmannsdorf, Langendorf, Bollenbergsdorf und Düssel, sowie die ebenfalls abgegangenen Ortslagen Schickenberg, Steinberg, Fredenschickenberg, Gruitingschickenberg und Drischkid. Der Ort bestand aus den unmittelbar benachbarten Wohnplätzen Obere und Untere Voßbeck.

## Geschichte
Der Ort ging aus einem Hof hervor, der bereits im Jahr 1217 urkundlich erwähnt wurde. Im Spätmittelalter und der frühen Neuzeit gehörte der Hof zum Höfeverband des Stifts Gerresheim in der Honschaft und dem Kirchspiel Sonnborn im bergischen Amt Solingen. Auf der Topographia Ducatus Montani des Erich Philipp Ploennies aus dem Jahre 1715 ist der Hof Vosbec verzeichnet.
Während der französischen Besetzung kam Voßbeck ab 1806 zur Mairie Wülfrath und unter den Preußen ab 1816 zur Bürgermeisterei Wülfrath, Gemarkung Unterdüssel. Es verblieb in der Stadt Wülfrath bis 1974, als im Zuge einer Kommunalreform da Dornaper Gebiet mit Voßbeck zu Wuppertal kam.
Ende des 19. Jahrhunderts begann der industrielle Abbau des devonischen Massenkalks im Bereich Dornap, dem Voßbeck schließlich Mitte der 1960er Jahre zum Opfer fiel.